# Sir Lord Baltimore
Sir Lord Baltimore fue una banda de rock estadounidense originaria de Brooklyn, Nueva York, formada en 1968 por el baterista y vocalista John Garner, el guitarrista Louis Dambra y el bajista Gary Justin. Actualmente es una banda de culto reverenciada por ser de las primeras agrupaciones en incursionar en el heavy metal gracias a sus álbumes Kingdom Come de 1970 y Sir Lord Baltimore de 1971.
Su principal reconocimiento está en el hecho de que en mayo de 1971, en una reseña sobre Kingdom Come en la revista Creem hecha por el crítico Mike Saunders, se documentó por primera vez el término "heavy metal" para referirse a un género musical, convirtiéndose en la primera banda de la historia en ser catalogado con dicho término en referencia a su música. Otra de las particularidades que hicieron prácticamente único a Sir Lord Baltimore estuvo en que el baterista John Garner se desempeñaba al mismo tiempo como el vocalista principal, cualidad que es bastante inusual.

## Historia

### Origen
Gary Justin, John Garner y Louis Dambra se conocieron en su adolescencia, debido al interés musical de cada uno comenzaron a ensayar juntos en 1968, año en el que decidieron integrarse como una banda. Por esos tiempos Dambra también tocaba en una banda llamada The Koala, quienes lanzaron en 1969 un disco homónimo como LP. por lo que ya contaban con cimientos en el mundo musical enfocado al hard rock inspirado en Cream.
Después de un tiempo relativamente corto desde su formación, la banda audicionó para Mike Appel, un cazatalentos que posteriormente lanzaría y manejaría la carrera de la estrella norteamericana Bruce Springsteen, quien por entonces estaba buscando a una banda "pesada" para lanzar su carrera. Fue Mike quien sugirió el nombre de Sir Lord Baltimore, inspirado en el personaje del mismo nombre de la película western de 1969 Butch Cassidy and the Sundance Kid, Mike  también se involucraría en coescribir y coproducir el álbum debut de la banda, Kingdom Come, lanzado en 1970 bajo el sello de Mercury Records. Antes de ir al estudio tocaron su primer concierto en vivo en el Carnegie Hall aunque apenas recibieron pago alguno.
Su primer álbum, Kingdom Come, fue grabado en los estudios Vantone en West Orange, Nueva Jersey, con Jim Cretecos como coproductor junto con Appel. Aún más notable es el hecho de que se haya mezclado en la ciudad de Nueva York en los estudios Electric Lady por el legendario ingeniero de audio Eddie Kramer, conocido por su trabajo con Jimi Hendrix, Kiss y muchos otros. De acuerdo con declaraciones de Mike Appel y John Garner, la famosa banda británica de rock progresivo y psicodélico, Pink Floyd, tuvo la oportunidad de oír a la banda durante esta grabación y se mostraron impresionados por su desempeño, aunque Garner no los conocía en ese entonces.
Lanzado al mercado por Mercury Records en 1970, el álbum consistía en una mezcla acelerada de Rock and Roll con distorsiones muy agudas en la guitarra y en algunos casos de bajo, con pillings de la guitarra. Aunque con el tiempo este estilo de Rock and Roll se haría muy famoso, en ese tiempo se consideró una novedad que llevaba a sus límites extremos el Hard Rock de las bandas previas como Cream y The Who. Canciones como Pumped Up y Kingdom Come si bien se encasillan dentro del rock psicodélico de su tiempo, con una fuerte influencia de Jimi Hendrix y The Who, contienen arrelgos que se pueden considerar efectivamente como precursoras de lo que posteriormente bandas como Electric Wizard serían etiquetadas como "Stoner".
En febrero y marzo de 1971, Sir Lord Baltimore tocó durante varias noches en el Fillmore East de Nueva York como teloneros de varias bandas entre las que se encontraban The J. Geils Band y Black Sabbath, quienes estaban de gira promocionando su álbum Paranoid. Sir Lord Baltimore tocó en ocho fechas con Black Sabbath durante este tour, donde es conocida la historia de que la banda británica se empezó a sentir molesta por los norteamericanos y su alto desempeño en el escenario, en el que se especula que fueron los responsables de sabotear su función en tres oportunidades durante una de estas fechas temiendo a ser opacados por el joven trío, además, de acuerdo con Garner, la relación de Tony y Geezer era indiferente y poco cordial hacia los Baltimore, mientras que Ozzy y Bill se mostraron más amigables. Una foto de estos conciertos en el Fillmore fue usada posteriormente como la portada del disco de reunión de 2006 Sir Lord Baltimore III Raw.
En mayo de 1971 Mike Saunders escribió una crítica favorable en la revista de Rock And Roll Creem, acerca de este álbum debut: "...Parece ser que Sir Lord Baltimore tiene los mejores trucos del libro del Heavy Metal". Hasta la fecha parece que ser esta fue la primera vez que apareció impreso el término "Heavy Metal" para referirse a un tipo de música.
En el mismo año lanzan su segundo LP con el título homónimo Sir Lord Baltimore nuevamente con la disquera Mercury pero con modificaciones en el camino musical caracterizándose por usar tempos más lentos que recuerdan mucho más a las bandas clásicas de Hard rock. Para este álbum, Sir Lord Baltimore invitan al hermano de Louis Dambra, Joey Dambra, como segundo guitarrista.
Un dato curioso es que este disco contiene el único tema en vivo lanzado oficialmente por la banda, "Where Are We Going."
Su carrera comenzó a ir en picada poco después del lanzamiento de este segundo disco y Mercury terminó el contrato. Se atribuye este derrumbe por una parte al uso de drogas recreativas por parte de la banda y por otra a la disminución en las ventas. A pesar de este problema con Mercury, la banda se reunió en 1977 para trabajar en su tercer álbum, pero desafortunadamente nunca vio la luz, sin embargo, en 2006 su arreglo musical fue usado para componer el tercer y último disco Sir Lord Baltimore III Raw, con un sonido mucho más pesado, veloz y mucho más en sintonía con el heavy metal que con el hard rock.
En 1994, PolyGram lanzó al mercado un disco recopilatorio en Compact Disc, donde se incluía el material completo de los dos discos que lanzaron en los 70's, Kingdom Come y Sir Lord Baltimore conocido como Kingdom Come/Sir Lord Baltimore. Este mismo disco se lanzaría una vez más en el 2003 por Red Fox aunque la manera en que están enlistadas las canciones difiere de los discos originales. En 2007 lanzaron por separado Kingdom Come esta vez por la disquera Anthology Recordings. La banda no recibió regalías por los lanzamientos de estos discos recopilatorios.
Luego de la separación de la banda, John Garner se dedicó a tocar en presentaciones de eventos formales, integrando después en los años 2000 la banda de hard rock The Lizards, donde pasó a ser el vocalista de la banda mientras que la batería la ocupó su viejo amigo Vinny Appice, exbaterista de Black Sabbath y Dio, y con quienes hizo presentaciones en Europa y Estados Unidos.

### Reunión y final
Cerca de 30 años después de la separación de la banda, John Garner y Louis Dambra se reunieron para grabar y distribuir por ellos mismo el tercer disco de la banda, Sir Lord Baltimore III Raw, bajo la protección de su propio sello JG Records en julio de 2006. La producción estuvo a cargo del propio Garner. La mayoría de los arreglos de bajo fueron realizados por Tony Franklin, con Anthony Guido en la guitarra y Sam Powell en el bajo como músicos invitados. Aunque la música fue originalmente escrita en el disco inédito de 1977, las letras de las canciones cambiaron a un punto de vista más espiritual, a diferencia de sus primeros trabajos que trataban especialmente sobre la vida del rock and roll, debido a que tanto John como Louis se mostraban insatisfechos de que el heavy metal tuviera el prejuicio de ser generalmente catalogado como satánico o anticristiano. En el disco, Louis y John (quienes años atrás se habían convertido al cristianismo) quisieron expresar sus convicciones religiosas.
Durante sus últimos años, Louis Dambra se desempeñó como pastor de una iglesia en Los Ángeles, California ayudando a familias sin hogar, mientras que John Garner se mantuvo medianamente activo en la escena musical junto a The Lizards. En 2007 John grabó una nueva versión de la canción Woman Tamer del disco homónimo de Sir Lord Baltimore junto al guitarrista sueco Janne Stark. En junio de 2008 se tenía en mente que Sir Lord Baltimore actuara en el Sweden Rock Festival, pero al final y debido a problemas de logística resultó imposible.
Desafortunadamente, el 5 de diciembre de 2015 John Garner falleció a los 63 años, debido a complicaciones de salud en su hígado que padeció desde hace unos años atrás, mientras que Louis Dambra falleció el 29 de julio de 2019 en circunstancias desconocidas, poniendo fin de manera definitiva a cualquier oportunidad de regreso de la banda.

## Miembros

### Última formación
- John Garner † - Voz y batería (1968-1972, 1977, 2005-2006) (fallecido en 2015)
- Louis Dambra † - Guitarra (1968-1972, 1977, 2005-2006) (fallecido en 2019)
- Tony Franklin - Bajo (2005-2006)

### Miembros anteriores
- Gary Justin - Bajo (1968-1972, 1977)
- Joey Dambra - Guitarra, órgano (1970-1972)

## Discografía
- 1970: Kingdom Come
- 1971: Sir Lord Baltimore
- 2006: Sir Lord Baltimore III Raw